# Graptoliet

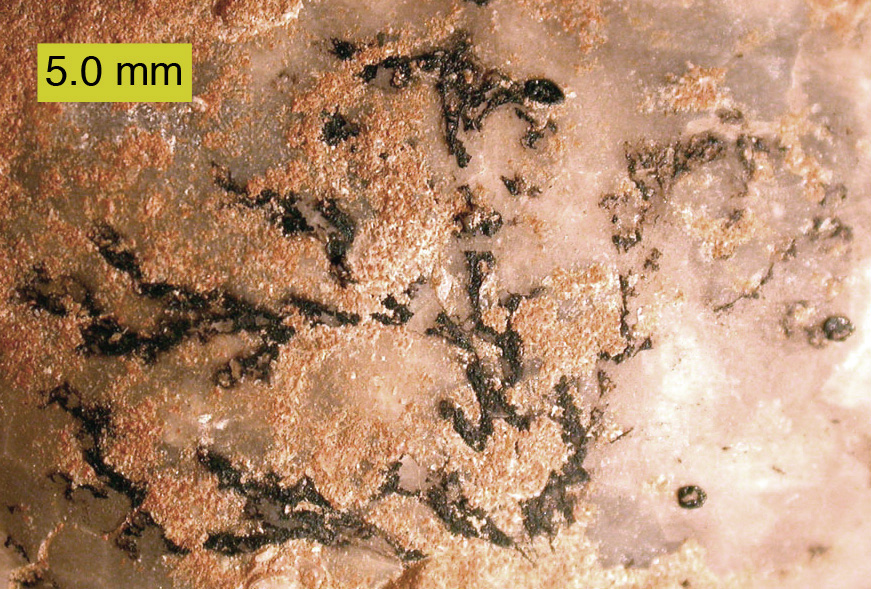
Thallograptus sphaericola.

Graptolieten (Graptolithina) zijn fossiele kolonie-vormende dieren die vooral bekend zijn uit het Paleozoïcum (Laat-Cambrium tot Laat-Devoon; ~500 Ma - ~360 Ma). Een oudere vorm van graptolieten, Chaunograptus, is bekend uit het Midden-Cambrium. Mogelijk kwamen graptolieten al voor tijdens het Ediacarium (~550 miljoen jaar geleden).

## Naamgeving
Het woord graptoliet is afgeleid van de Griekse woorden graptos ('geschreven') en lithos, dat 'gesteente' betekent. Graptolieten zijn zo genoemd vanwege hun gelijkenis met hiërogliefen. Carl Linnaeus beschouwde ze oorspronkelijk als 'plaatjes die meer op fossielen lijken dan fossielen zijn'. Graptolieten zijn later als Hydrozoa geclassificeerd.

## Taxonomie
De naam is afgeleid van het geslacht Graptolithus, dat in 1735 gebruikt werd door Linnaeus voor anorganische mineralisaties en concreties die op echte fossielen leken. In de 12e editie van zijn Systema Naturae, uitgebracht in 1768, beschreef hij G. sagittarius en G. scalaris, respectievelijk als een mogelijk fossiele plant en een graptoliet. Zijn Skånska Resa uit 1751 bevatte een afbeelding van een 'vreemdsoortig fossiel of graptoliet'. Heden ten dage wordt deze beschreven onder de naam Climacograptus (een geslacht van tweezijdige graptolieten). De naam Graptolithus werd in 1954 door de ICZN geschrapt, deels omdat het oorspronkelijke gebruik ervan een anorganische betekenis had en geen echte fossielen beschreef.
Toen de elektronenmicroscopie in de jaren 70 steeds belangrijker werd, werden graptolieten algemeen geschaard onder de pterobranchen, een zeldzame groep van moderne mariene dieren die tot de Hemichordata behoren. Ze werden vergeleken met Cephalodiscus (ontdekt in 1882) en Rhabdopleura

### Onderverdeling
Graptolieten bestaan uit een aantal onderorden:
- Dendroidea
- Tuboidea
- Camaroidea
- Crustoidea
- Stolonoidea
- Graptoloidea
- Dithecoidea

## Graptolieten alsgidsfossielen
Graptolieten komen overal ter wereld voor in fossiele vorm in Paleozoïsche gesteenten. Het zijn belangrijke gidsfossielen om relatieve datering te doen (biostratigrafie) omdat ze een snelle evolutie kenden en zeer veel verschillende soorten vormden. De tijdvakken van het Ordovicium en het Siluur zijn door Britse geologen onderverdeeld op basis van graptolieten. Deze zogenaamde biozones duurden meestal minder dan 1 miljoen jaar.

## Morfologie
Elke kolonie van graptolieten wordt een rhabdosoom genoemd en heeft een variabel aantal 'armen' (die stipes genoemd worden). Deze armen groeien uit een individu dat sicula genoemd wordt. Elk volgend individu leefde in een cilinder- of komvormige structuur. Deze wordt theca genoemd. Het aantal armen en de manier waarop de thecae zijn gevormd zijn belangrijke determinatiekarakteristieken op basis waarvan graptolieten worden geclassificeerd.
De meeste dendritische of veelarmige soorten worden ondergebracht in de orde Dendroidea. Ze komen vroeg in de evolutie van de graptolieten voor (Cambrium) en waren benthische dieren. Ze zaten vast aan de zeebodem met behulp van een wortelachtige stam. Graptolieten met minder armen evolueerden tijdens het begin van het Ordovicium. Deze latere soorten (orde Graptoloidea) leefden pelagisch, dreven op het wateroppervlak of hechtten zich aan drijvend zeewier. Ze waren erg succesvol en stierven uit in het Vroeg-Devoon. De dentritische graptolieten leefden tot aan het begin van het Carboon.

Spiraalvormige graptolieten uit het Siluur van Spanje

## Fossiel voorkomen
Fossielen van graptolieten worden doorgaans gevonden in schalies en leisteen die niet rijk zijn aan andere mariene fossielen. Deze schalies (en de resulterende metamorfe leisteen) werden afgezet in relatief diep water waar weinig bodemcirculatie plaatsvond. Ook was het zuurstofarm en hadden predatoren geen kans om de graptolieten op te eten. De dode graptolieten zakten naar de zeebodem en werden daar gepreserveerd in de schalies. Ook in kalksteen en vuursteen worden graptolieten gevonden, altijd afgezet in paleomilieus die weinig predatoren toelieten.
Door hun fragiele voorkomen, worden graptolieten gevonden op de laagvlakken van sedimentaire gesteenten waar ze omgezet kunnen zijn in pyriet. Ongeoefende onderzoekers zouden ze voor plantenresten kunnen aanzien.
Een bekende plaats waar graptolieten worden gevonden is Abereiddy Bay, Dyfed, Wales. Hier komen Ordovicische graptolieten voor.